# Finansjalizacja
Finansjalizacja (ang. financialization) – ekspansja sfery finansowej w gospodarce, polegająca na rosnącej roli rynków i instytucji finansowych oraz upowszechnianiu kryteriów finansowych w funkcjonowaniu życia gospodarczego i społecznego. Jest ona wynikiem deregulacji rynków finansowych oraz ograniczenia nadzoru państwa nad instytucjami, takimi jak: banki, fundusze inwestycyjne, giełdy i inne. Proces ten został zapoczątkowany w latach 70. XX w. w USA i w krajach Europy zachodniej. Dało to uczestnikom rynków większe możliwości przeprowadzania operacji o charakterze spekulacyjnym oraz pozwoliło bankom na poszerzanie akcji kredytowej, przy jednoczesnym podnoszeniu poziomu ryzyka podejmowanych działań. Innym czynnikiem sprzyjającym finansjalizacji była liberalizacja rynku pracy, postęp technologiczny i globalizacja rynków finansowych.
Finansjalizacja gospodarki związana jest ze wzrostem wartości transakcji, które nie dotyczą obrotu towarowego ani świadczenia usług niefinansowych. Towarzyszy jej rosnący udział dochodów instytucji finansowych w całej gospodarce oraz coraz większy udział dochodów z tytułu działalności finansowej u podmiotów o charakterze niefinansowym. Pieniądz staje się samoistnym przedmiotem wymiany, przestając pełnić funkcję wyłącznie środka płatniczego. Inną cechą gospodarek objętych finansjalizacją są zmiany w strukturze własności, zwłaszcza dużych przedsiębiorstw, gdzie coraz większą rolę pełnią właściciele instytucjonalni ze sfery finansowej, nastawieni najczęściej na krótkookresowy zysk z inwestycji. W gospodarkach objętych finansjalizacją obserwuje się rozwój rynku instrumentów pochodnych, a także rosnący udział aktywów finansowych w majątku gospodarstw domowych i upowszechnianie się postaw rentierskich. Do elementów finansjalizacji ekonomiści włączają także personalne związki świata polityki i instytucji finansowych oraz rosnący wpływ elit finansowych na politykę makroekonomiczną rządów i działania poszczególnych firm. Do skutków finansjalizacji zaliczono kryzys finansowy, który miał miejsce w latach 2007–2009.